# Брандберг (гора)
Брандберг (нім. Brandberg — вогняна гора) — монаднок, розташований в Намібії, на краю пустелі Наміб.
В 1920 році два німецьких топографа Р. Маак і Г. Шульц, роблячі зйомку місцевості, виявили, що стіни гори покриті петрогліфами. На них були зображені фігурки людей, що біжать з списами і луками, а також антилопи. Також вони знайшли зображення «Білої дами». Первісна оцінка віку малюнків — 3500 років.

## Галерея

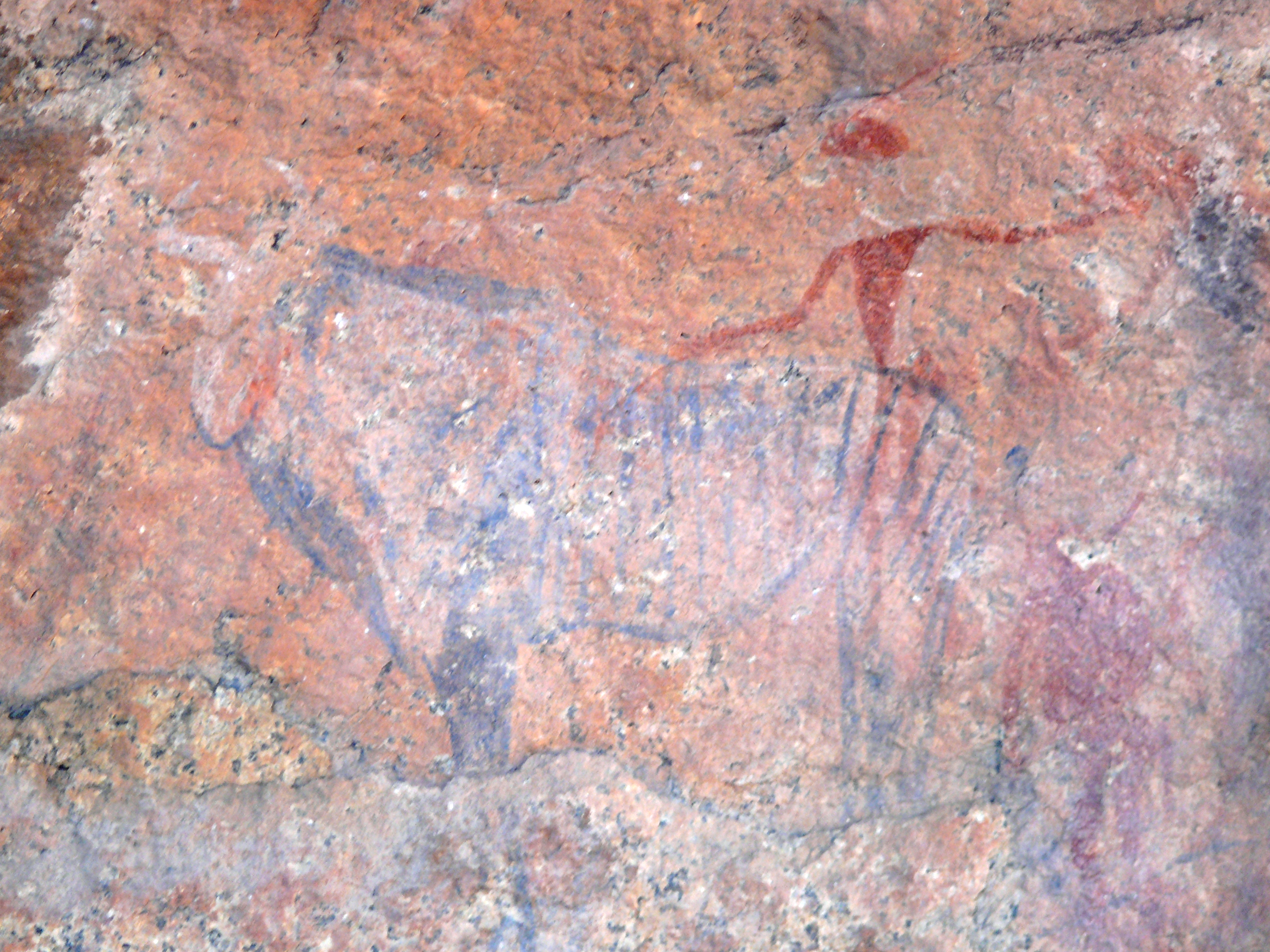
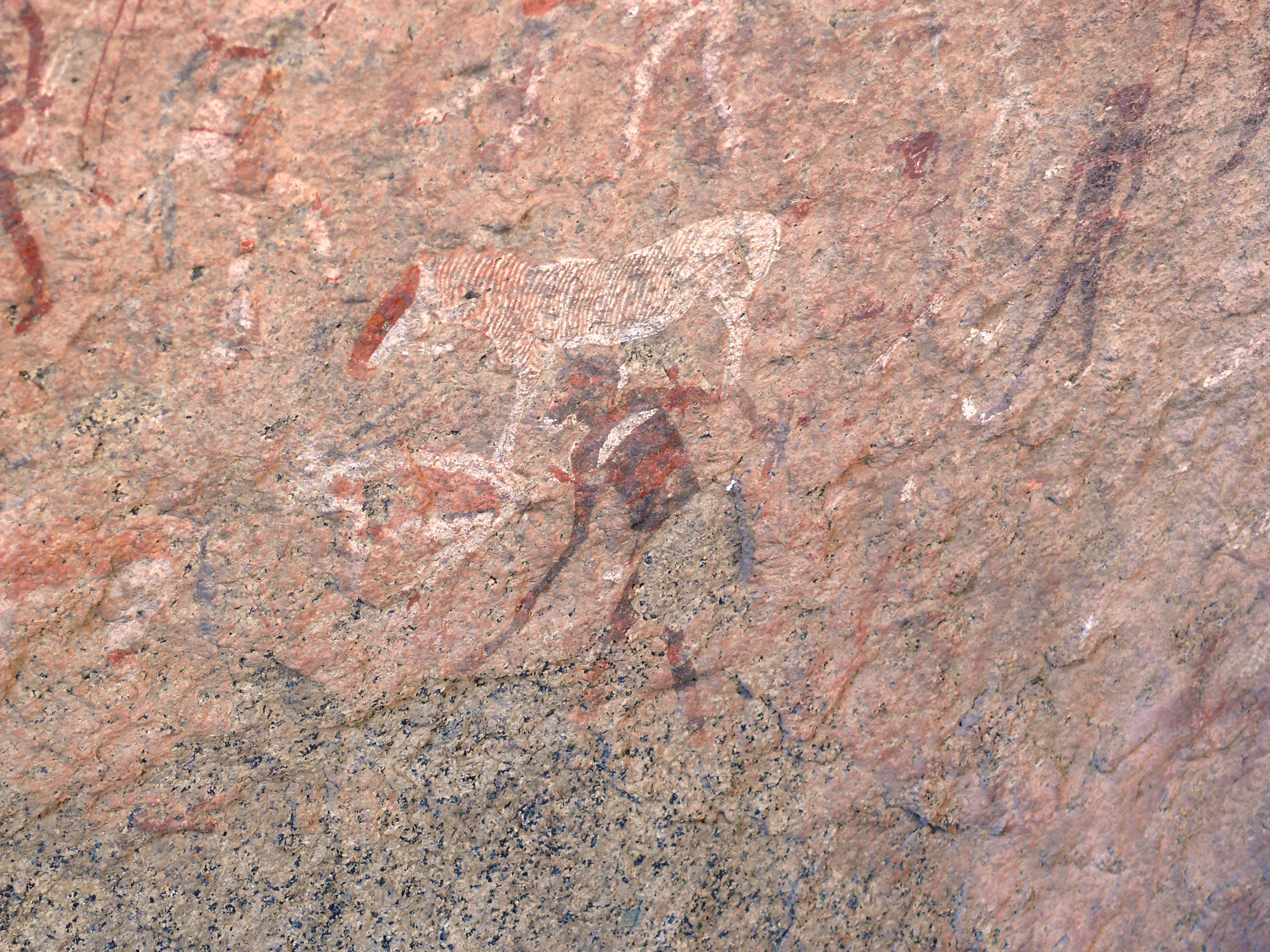
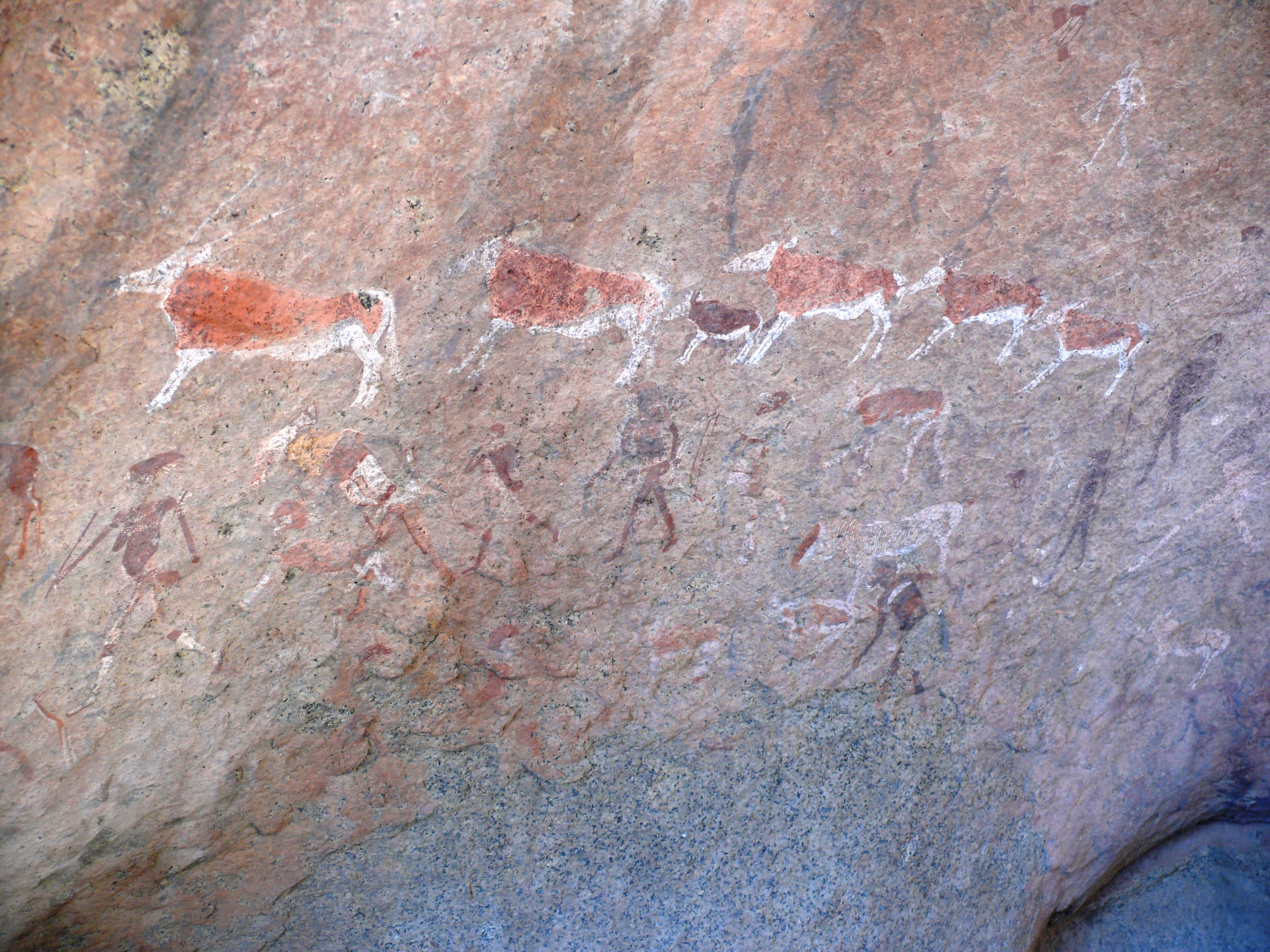
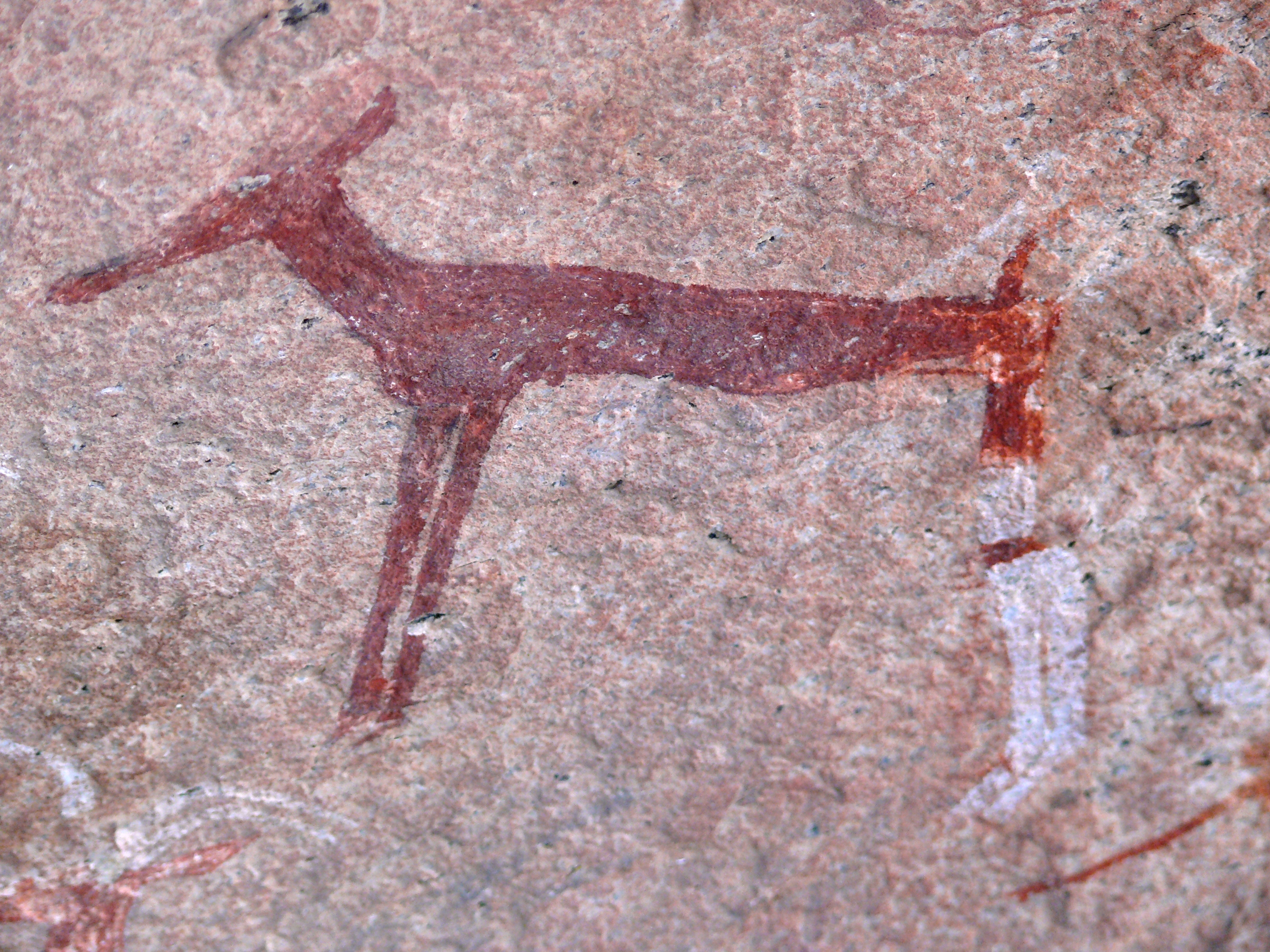